# BFI Bank
Die Bank für Immobilieneigentum AG (Abkürzung: BFI Bank AG) war ein ehemals börsennotiertes Kreditinstitut mit Sitz in Dresden und Niederlassungen in Würzburg und Luxemburg. Schwerpunkte der Geschäftstätigkeit der BFI Bank AG waren die Wohnungsbau- und Immobilienfinanzierung sowie die Provisionsvorfinanzierung für Vertriebsgesellschaften.
Die Bank wurde am 4. April 1995 u. a. von Karl-Heinz W. als einzige Bank in den neuen Bundesländern neu gegründet.
Erster Vorstandssprecher war Friedrich Schwab.
1996 erhielt die BFI Bank vom Bundesaufsichtsamt für das Kreditwesen die Erlaubnis zum Betreiben von Bankgeschäften. Die Zweigniederlassung in Luxemburg wurde 1998 gegründet.
Im Jahre 2001 bezog die BFI Bank die aufwändig sanierte und eigens für die Bedürfnisse des Unternehmens umgestaltete ehemalige Villa Felsner in Dresden (Bautzner Straße 104) als repräsentativen Firmensitz.
Die Bundesanstalt für Finanzdienstleistungsaufsicht (BaFin) erließ am 7. April 2003 wegen drohender bilanzieller Überschuldung ein Veräußerungs- und Zahlungsverbot und ein Moratorium. Das Vermögen der Bank soll sich auf 124 Millionen Euro und die Verbindlichkeiten auf 223 Millionen Euro belaufen. Seitdem ist die Bank für den Kundenverkehr geschlossen. Am 20. Mai 2003 stellte die Bundesanstalt für Finanzdienstleistungsaufsicht den Entschädigungsfall fest und die Abwicklung des Entschädigungsverfahrens durch die Entschädigungseinrichtung deutscher Banken (EdB). Das Amtsgericht Dresden eröffnete im Juli 2003 das Insolvenzverfahren über die BFI Bank.
Der Gründer der Bank wurde im Mai 2005 wegen Anstiftung zur Untreue vom Landgericht Würzburg zu einer Freiheitsstrafe von fünf Jahren und neun Monaten verurteilt.